# Kozijavkin-Methode
Die Kozijavkin-Methode zur Rehabilitation von Menschen mit Bewegungseinschränkungen wurde vom ukrainischen Neurologen und Orthopäden Wolodymyr Kosjawkin (Володимир Козявкін, * 9. Juni 1947), genannt Kozijavkin, entwickelt. Die Kozijavkin-Methode wird auch als System der intensiven neurophysiologischen Rehabilitation (SINR) bezeichnet.

## Beschreibung der Kozijavkin-Methode
Diese Therapie beruht darauf, dass sich in der Wirbelsäule der Patienten Blockaden befinden. Durch eine biomechanische Korrektur der Wirbelsäule werden diese Blockaden gelöst. Dadurch können die Signale des Gehirns die  Muskeln besser erreichen. So können Menschen mit Bewegungseinschränkungen neue Bewegungen erlernen.
Um dieses Lernen zu vereinfachen und zu beschleunigen, werden während einer Therapie nach dem SINR zusätzlich zur biomechanischen Korrektur der Wirbelsäule noch Massagen, Vibromassagen, eine spezielle Form der Physiotherapie, Mobilisierungen der Gelenke, Reflextherapie, Mechanotherapie, Laufbandtraining und rhythmische Musiktherapie durchgeführt.
Auch wird der Korrekturanzug Spirale eingesetzt, um gezielt korrekt Bewegungen zu erlernen und falsche Bewegungen zu korrigieren.
Eine Therapie dauert 2 Wochen. Am ersten Tag wird eine neue Diagnostik (gründliche ärztliche Untersuchung) durchgeführt. An 12 Behandlungstagen finden dann jeweils eine biomechanische Korrektur der Wirbelsäule sowie je  nach Gesundheitszustand des Patienten ca. 3–4 Stunden weiter Therapie statt. Jeder Patient erhält dabei ein auf ihn speziell abgestimmtes Therapieprogramm.

## Anwendungsgebiete der Kozijavkin-Methode
Die Kozijavkin-Methode wird bei Patienten mit
- Infantiler Zerebralparese
- Schädel-Hirn-Trauma
- Unfallfolgen
- Schlaganfall
- Migräne
- verschiedenen Wirbelsäulenerkrankungen

angewandt.
Wolodymyr Kosjawkin leitet seit 2003 die neu eröffnete Internationale Rehabilitationsklinik in Truskawez/Ukraine, in der Nähe von Lemberg und führt dort das SINR durch.